# Донатія
Дона́тія (Donatia) — рід рослин ряду айстроцвітих (Asterales), що складається лише з двох видів.

## Поширення
- Вид Donatia novae-zelandiae зростає на о. Тасманія й на о. Північний, Південний і Стюарт Нової Зеландії.
- Вид Donatia fascicularis зростає на півдні Південної Америки — у Чилі й Аргентині.

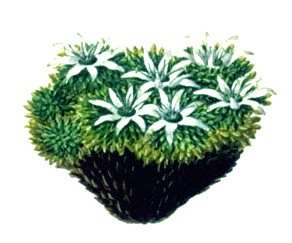
Donatia fascicularis